# Thức ăn kiêng

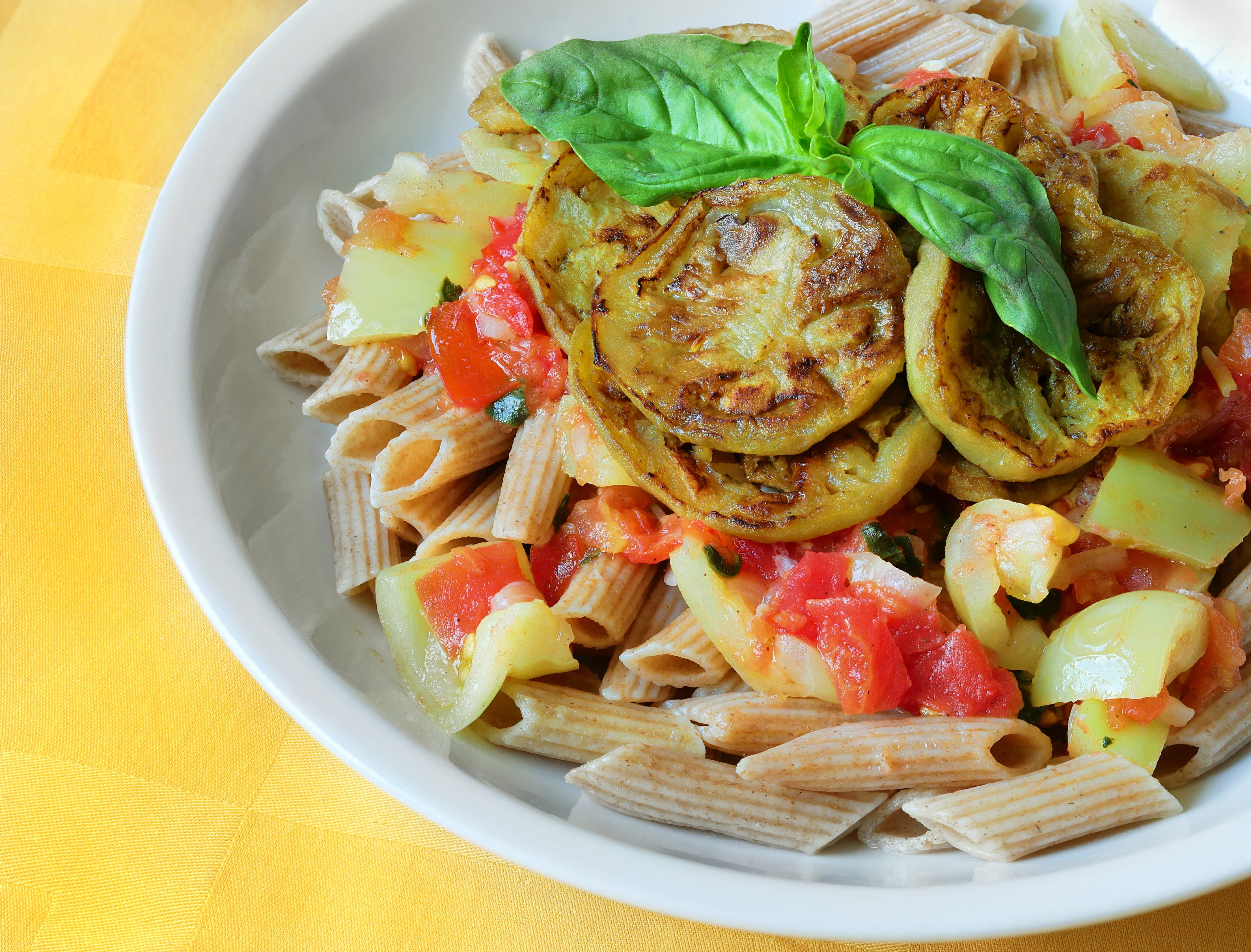
Mì ống cùng với cà tím và lá húng quế hòa quyện trong nước xốt cà chua sữa chua. Món ăn này là một phần trong sách nấu ăn dành cho phụ nữ mắc bệnh tiểu đường khi mang thai.

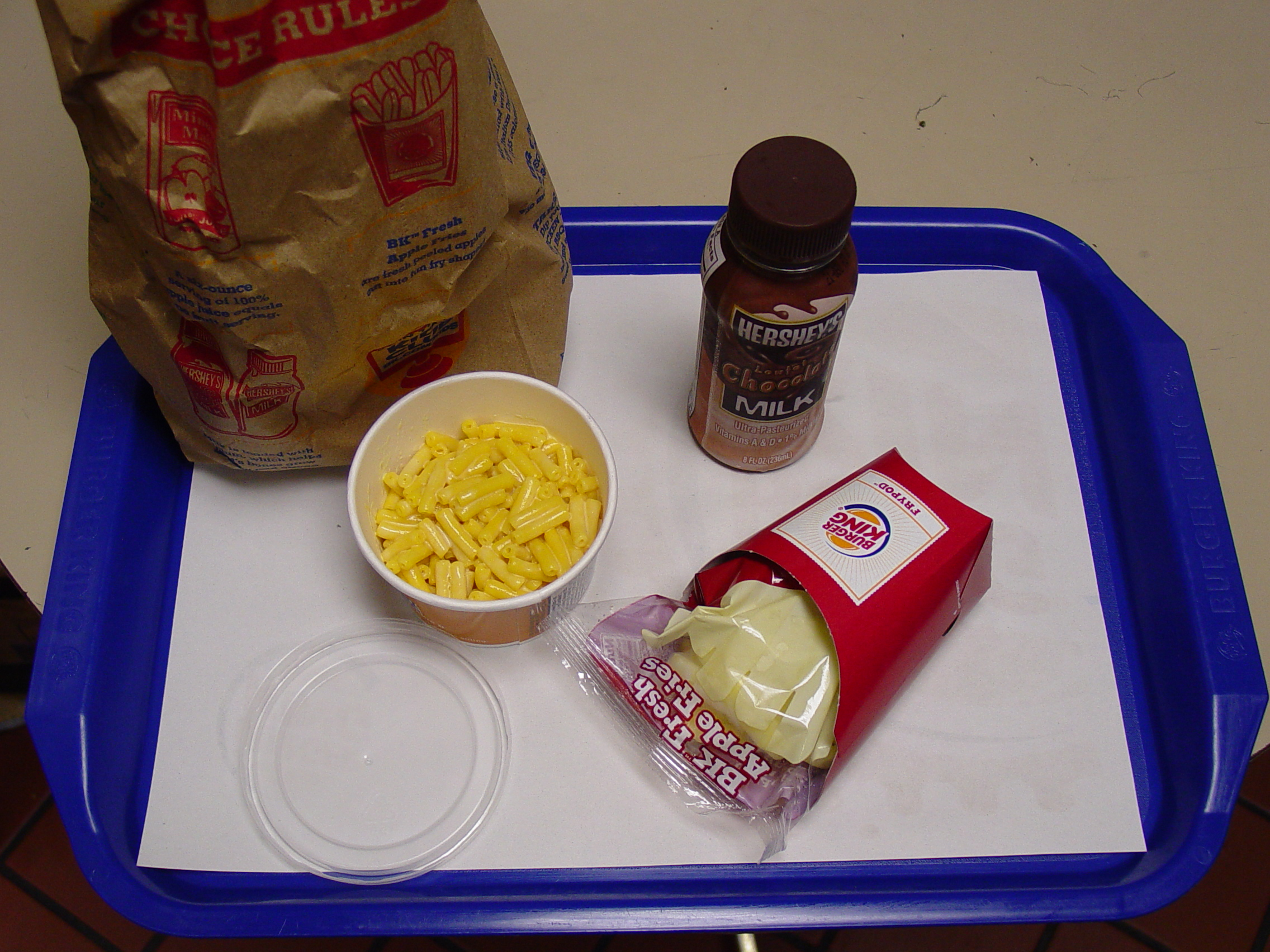
Một bữa ăn "ít chất béo" dành cho trẻ em của thương hiệu Burger King, với khoai tây chiên được thay thế bằng "táo chiên", và một phần mì ống phô mát nhỏ được xem là món ăn chính.

Thức ăn kiêng (hay còn gọi là thức ăn thuộc chế độ ăn kiêng) liên quan đến bất kỳ loại thức ăn hay đồ uống mà phương thức chế biến của chúng được thay đổi giúp giảm hàm lượng chất béo, giảm những hợp chất hữu cơ chứa cacbon và hydro cũng như hàm lượng đường xuống mức thấp nhất là một phần của chương trình giảm cân và chế độ ăn uống hằng ngày. Những loại thức ăn này thường nhắm đến việc giảm trọng lượng cơ thể hay là một sự biến đổi về hình thể, mặc dù việc tập thể dục thể hình bổ sung được tạo ra để hỗ trợ việc tăng cân và cơ bắp.

## Thuật ngữ
Bên cạnh từ chế độ ăn kiêng thì có những từ ngữ hay cách nói khác được sử dụng để định nghĩa và mô tả những loại thức ăn này như là thức ăn thanh đạm, thức ăn có hàm lượng calo bằng không/ thức ăn không chứa calo, thức ăn ít calo, thức ăn ít chất béo, thức ăn không chứa chất béo và thức ăn không có chứa hàm lượng đường. Ở một số vùng, việc sử dụng những thuật ngữ này được pháp luật quy định và quản lý chặt chẽ. Điển hình như ở nước Mỹ, một sản phẩm được dán nhãn là “hàm lượng chất béo thấp” thì không được chứa nhiều hơn 3 gram chất béo trong mỗi khẩu phần; và được dán nhãn là “không chứa chất béo” thì chúng phải chứa ít hơn nửa gram chất béo trong mỗi khẩu phần..

## Quá trình
Quá trình tạo nên một thực đơn ăn kiêng thường yêu cầu tìm ra một nguyên liệu chứa hàm lượng calo ít trong mức độ cho phép thay vì một vài nguyên liệu có chứa hàm lượng calo cao. Nói đơn giản là thay thế một vài hay toàn bộ thực phẩm có chứa đường bằng một sản phẩm tương đương như hiện thời phố biến với nước uống có ga dành cho người ăn kiêng, ví dụ là Cocacola. Trong một số bữa ăn nhẹ, thực phẩm thường được nướng thay vì rán, nhờ đó hàm lượng calo trong món ăn được giảm xuống. Trong một vài trường hợp khác, những nguyên liệu chứa ít calo có thể được sử dụng như là những nguyên liệu thay thế.
Trong hầu hết các loại ngũ cốc nguyên hạt đều bao gồm hàm lượng chất xơ cao có thể thay thế một số các thành phần tinh bột trong bột mì. Do chất xơ không chứa calo nên giảm tiêu tốn năng lượng đến mức thấp nhất. Những kỹ thuật tương tự dựa vào việc thêm vào những thành phần giảm calo khác, ví dụ như là kháng tinh bột (loại tinh bột không được tiêu hóa khi đi qua hệ thống ruột non) hay chất xơ, để thay thế vai trò của tinh bột và góp phần quan trọng trong việc giảm hàm lượng calo.

## Cuộc tranh luận
Trong những loại thức ăn kiêng, hàm lượng đường được thay thế bằng chất có chứa ít calo hơn, có một vài cuộc tranh cãi về tính khả thi của phương pháp này rằng chất dùng để thay thế chất đường tự bản thân nó tiềm ẩn sự nguy hiểm. Chất tạo ngọt nhân tạo là đề tài được xem xét kỹ lưỡng trong nhiều thập niên, nhưng theo Viện ung thư Quốc gia và các cơ quan y tế khác, chẳng có bất kỳ cơ sở khoa học nào chứng minh được rằng hợp chất tạo ngọt nhân tạo nào được cấp phép đưa vào tiêu dùng ở Hoa Kỳ, bởi vì nó là chất gây ung thư hay những vấn đề sức khỏe nghiêm trọng khác. Vô số những nghiên cứu khoa học khác đồng ý rằng chất tạo ngọt nhân tạo thường an toàn trong mức độ nào đó, thậm chí cho phụ nữ có thai.
Trong nhiều thực phẩm ít béo và không chứa chất béo thì mỡ được thay thế bằng đường, tinh bột, hoặc những nguyên liệu giàu năng lượng khác, và việc giảm năng lượng thiết yếu là không đáng kể, nếu có. Hơn nữa, lượng đường có thể đồng hóa được vượt quá mức bình thường (cũng như là bất kỳ chất dinh dưỡng đa lượng nào) được chuyển hóa thành mỡ. Việc tăng cân không lành mạnh này chỉ dược hỗ trợ bằng  ảnh hưởng của chất bảo quản và chất phụ gia có mặt trong thực phẩm mà đáng lẽ chúng không nằm trong thành phần của các thực phẩm dán nhãn ' thực phẩm ăn kiêng '.

Sau cùng, có nhiều cuộc tranh cãi về sự đóng góp của thức ăn kiêng và những ngành công nghiệp giảm cân nhằm phục vụ những người có thân hình thừa cân, béo phệ, xảy ra phổ biến ở nữ giới.
Một vài cuộc tranh cãi khác không tán thành với ý tưởng thức ăn kiêng là thiết yếu, huống chi là hấp dẫn.